# Laloubère
Laloubère – miejscowość i gmina we Francji, w regionie Oksytania, w departamencie Pireneje Wysokie.
Według danych na rok 1990 gminę zamieszkiwało 1 296 osób, a gęstość zaludnienia wynosiła 320 osób/km² (wśród 3020 gmin regionu Midi-Pyrénées Laloubère plasuje się na 271. miejscu pod względem liczby ludności, natomiast pod względem powierzchni na miejscu 1569.).
W Laloubère mieszkała i zmarła w 2004 polska pisarka Janina Kościałkowska, spoczywa na miejscowym cmentarzu.